# 科隆应用技术大学
科隆应用技术大学（德語：Technische Hochschule Köln，德语简称：TH Köln），曾用名（至2015年8月31日）Fachhochschule Koeln。坐落于德国北莱茵－威斯特法伦州，科隆市。有在校生约24818人（截至2015/2016冬季学期），提供约90个学士硕士专业课程。 学校有约1620教职员工，其中有420名教授（截至2015夏季学期），是德国最大的应用技术大学。

## 历史
科隆应用技术大学是在德国第一次应用技术大学成立风潮中，于1971年8月1日成立的，也是北莱茵州第一所应用技术大学。创立时的校长为：Johann Atrops。 如当年常见的情况一样，由不同的教育机构组合而成。当时的这些教育机构为：

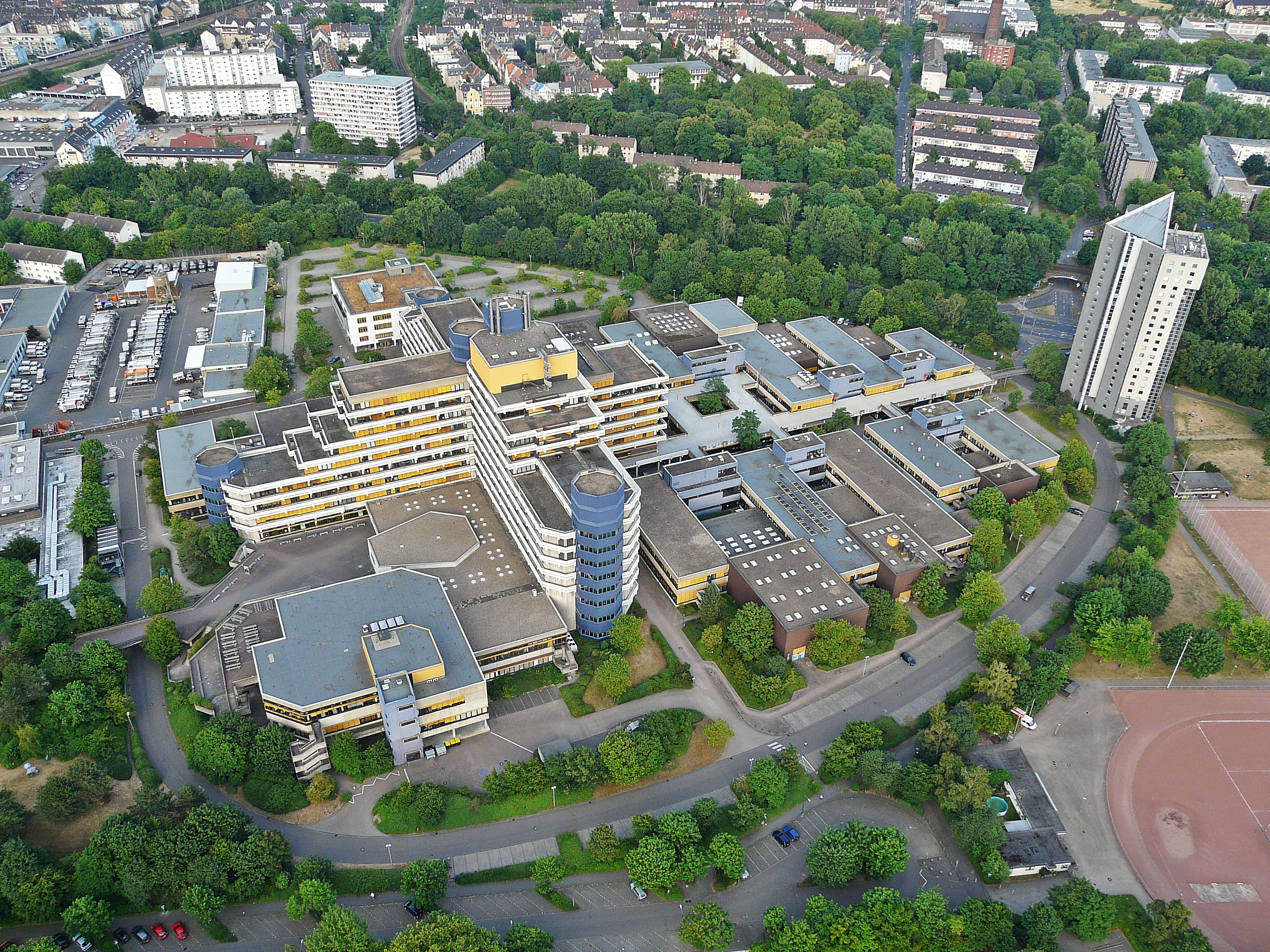
IWZ 工程科学技术中心

- 国立科隆第一机械工程师学校（Staatliche Ingenieurschule für Maschinenwesen Köln I）
- 国立科隆第二机械工程师学校（Staatliche Ingenieurschule für Maschinenwesen Köln II）
- 国立科隆土木工程学校（Staatliche Ingenieurschule für Bauwesen Köln）
- 科隆艺术学校 （Kölner Werkschulen）
- 科隆高等社会公益工作学院（Höhere Fachschule für Sozialarbeit Köln）
- 科隆市高等经济学院（Höhere Wirtschaftsfachschule der Stadt Köln）
- 科隆高等笔译口译员学院（Höhere Fachschule für Dolmetscher und Übersetzer Köln）
- 科隆德意志保险教育学院（Deutsche Versicherungsakademie Köln）
- 国立科隆高等摄影学院（Staatliche Höhere Fachschule für Photographie Köln）

其中一些学校的起源，可以追溯到于1833年成立的“君主修道院-职业学校”
1983年，科隆应用技术大学吸收了位于古默斯巴赫的校区（今天叫“Campus Gummersbach”）。该校区的前身是1963年成立的“国立机械工程师学校”，1971年至1983年，该学院属于锡根古默斯巴赫应用技术大学（Fachhochschule Siegen-Gummersbach），之后锡根古默斯巴赫应用技术大学改制为今天的锡根大学（Universität Siegen）。
1995年4月3日，图书馆及档案学大学 Fachhochschule für Bibliotheks- und Dokumentationswesen（1982年之前名为“北莱茵威斯特法伦图书馆学学校”-„Bibliothekar-Lehrinstitut des Landes Nordrhein-Westfalen”) ）作为第22个专业领域“图书馆学及档案学”被并入科隆应用技术大学

## 学校组织结构

### 高校主席团
科隆应用技术大学由一个主席团管理。
- 主席 ：Christoph Seeßelberg先生

副主席
- 主管教学的副主席 Sylvia Heuchemer女士
- 主管科技研发的副主席：Klaus Becker先生
- 主管财务及人事的副主席：Rüdiger Küchler先生

### 高校理事会
科隆应用技术大学的高校理事会，是在Andreas Pinkwart的要求下于2008年1月30日建立的。该理事会有6名校外人士同2名校内人士组成。高校理事会会向高校主席团针对学校战略发展层面进行询问，并且对主席团的管理行为进行监督。
理事会成员，由北威州投资，科学，研发局任命。任期五年。高校理事会是义务性的工作。.

### 校务委员会
校务委员会为在校人员组成（教授，教务人员，学生）。他们协助高校主题团的工作。校务委员会定期在学校举行公开的会议。

### 院系
科隆应用技术大学共有11个院系。每个院系都有若干研究所。院系由院系理事会和系主任共同管理。11个院系共提供超过70个专业。

### 研究院
科隆应用技术大学的院系是由研究院组成的，研究院有相对应的学术重点。研究院有若干教授任职。并且根据需要还有从事研究，教学的教务人员。研究院由研究院委员会管理，委员会内有研究院负责人。但对于一些比较大的研究所，比如计算机信息学研究院，有超过30位教授在信息学研究院任职。其管理职能按照教授的具体工作分工进行细分。

### 行政管理部门及相应设施
行政管理部门在各个方面对学校的教学以及研发提供支援和帮助。其主要服务方面如：学习和研究方面（如学生咨询服务，学生注册服务，考试安排服务等）. 研究及学术转让，市场推广，国际交流事物，质量控制，人事管理，财务管理，规划，法律服务，劳动保障以及建筑物管理等。

## 院系信息
科隆应用技术大学自2009起共有11个院系和一个独立研究所。注：F为德语Fakultät（院系）的首字母。 F01即表示第一院。
- F01- 社会学
- F02- 艺术学
- F03- 通讯学
- F04- 经济学
- F05- 建筑学
- F06- 土木工程
- F07- 媒体学，电子学
- F08- 汽车制造，生产工艺学
- F09- 机械设备，能源及机械制造
- F10- 计算机学
- F11- 自然科学

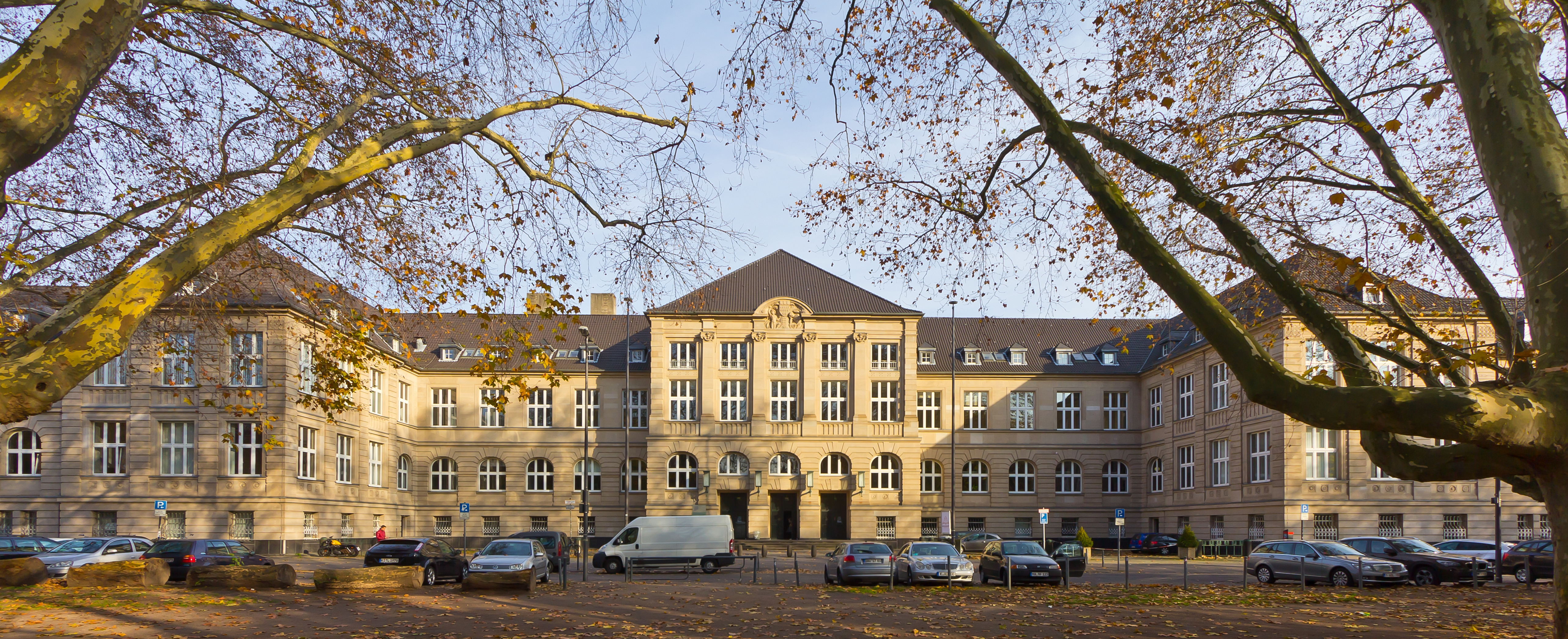
GWZ 社会科学中心

- 热带及亚热带技术及资源管理研究所 （ITT）

## 校区信息
科隆应用技术大学在3座城市有4个校区

### 科隆
- 社会科学中心（GWZ）, 科隆南城区
  - 地址：Claudiusstraße 1, Ubierring 40 und Ubierring 48. Köln-Südstadt
  - 院系：F01.,F02,F03，F04
  - 科隆应用技术大学行政管理部门在这个校区
- 工程技术科学中心（IWZ），科隆，Deutz
  - 地址：Claudiusstraße 1, Ubierring 40 und Ubierring 48. Köln-Südstadt
  - 院系：F05，F06，F07，F08，F09，ITT

### 古默斯巴赫 （Gummersbach）
- 古默斯巴赫校区（GM）
  - 地址：Steinmüllerallee 1, Gummersbach
  - 院系：F10

### 勒沃库森（Leverkusen）
- 勒沃库森校区（LEV）
  - 地址：neue bahn stadt :opladen, Leverkusen-Opladen
  - 院系：F11

## 国际合作
科隆应用技术大学的国际合作办公室提供很多的交换活动，该办公室同55国家的247个高校有合作关系。同时，科隆应用技术大学还是“UAS7”的七个成员之一。UAS7 - Seven Universities of Applied Sciences （ 德国7所应用技术大学联盟） 的目标是在国际上能代表德国主要的7所应用技术大学

## 荣誉及评价
在CHE高校排名中，科隆应用技术大学的经济学系（F04），在德国经济类院系排行中排行第三。.在2012年进行的一次调查中，其企业管理专业被评为德国最好的三所应用技术大学专业之一。其电子学专业以及经济计算机专业被评为“top Fünf”.

## 其他信息

### 学费及学生车票
随着北莱茵-威斯特法伦州高校学费政策的更改，自2011/2012冬季学期开始，科隆应用技术大学不再收取学费。
目前，每学期，学校收取261.70欧元的注册费（Semesterbeitrag）。在注册费中，包含学生车票（Semesterticket）。使用该学生车票可以在北莱茵威斯特法伦州范围内乘坐公共交通。并且，在晚上以及周末，学生车票除了可以为持票学生使用外，还可以让一位同车票持有者同行的人在交通区VRS（Verkehrsverbund Rhein-Sieg ）免费乘车。

## 相关网页
- 学校官网 （页面存档备份，存于）
  - Campus Gummersbach （页面存档备份，存于）
  - Campus Leverkusen